# Hubert Jules César Zuber
Pour les articles homonymes, voir Zuber.
Hubert Jules César Zuber, né le 15 mai 1847 à Bruebach dans le Haut-Rhin et mort le 3 août 1886 au Tonkin, est un médecin militaire français.
Il fut professeur d'épidémiologie au Val-de-Grâce en 1878 et médecin principal de l'armée.

## Biographie
Hubert Jules César Zuber naît le 15 mai 1847 à Bruebach dans une famille de vignerons,,. Il fait des études au collège libre de Colmar ou d’Altkirch, avant d’entrer à la faculté de médecine puis de poursuivre son cursus à l’école d’application du Val-de-Grâce.
La fin de ses études est précipitée par la guerre franco-prussienne de 1870, pendant laquelle il est rattaché à l’ambulance du quartier général de la garde impériale. Il y participe à la bataille de Gravelotte puis au siège de Metz. Après la chute de la ville, il est versé dans la 2e légion d’Alsace-Lorraine puis participe aux combats contre la Commune de Paris.
Nommé en 1878 agrégé d’épidémiologie à l’hôpital du Val-de-Grâce, il est envoyé en 1883 en Russie pour étudier la peste qui ravage la région d’Astrakhan. Cette mission lui vaut d’être promu médecin-major de 1re classe et d’être intégré dans l’ordre de Sainte-Anne,. Il représente par la suite la France à l’étranger, notamment à l’exposition d’hygiène de Berlin en 1883 et au congrès des sociétés de la Croix-Rouge en 1885. En parallèle il participe à la rédaction du règlement du service de santé et à la fondation des archives de médecine militaire.
Il participe à l’expédition du Tonkin au sein de l’ambulance de la brigade d’Oscar de Négrier, à qui il porte secours quand celui-ci est blessé pendant la bataille de Lang-Son. Nommé directeur de l’hôpital de Haïphong en 1885, il parvient à endiguer une épidémie de choléra, ce qui lui vaut d’être promu médecin principal et d’être élevé au rang d’officier de la Légion d’honneur. il tombe toutefois lui-même malade l’année suivante et meurt à Haïphong le 3 août 1889.